# Bistum Uruaçu
Das Bistum Uruaçu (lat.: Dioecesis Uruassuensis) ist eine in Brasilien gelegene römisch-katholische Diözese mit Sitz in Uruaçu im Bundesstaat Goiás. 

## Geschichte
Das Bistum Uruaçu wurde am 26. März 1956 durch Papst Pius XII. aus Gebietsabtretungen des Erzbistums Goiás und der Territorialprälatur São José do Alto Tocantins errichtet. Am 11. Oktober 1966 gab das Bistum Uruaçu Teile seines Territoriums zur Gründung der Territorialprälatur Rubiataba ab. Eine weitere Gebietsabtretung erfolgte am 29. März 1989 zur Gründung des Bistums Luziânia.
Das Bistum Uruaçu ist dem Erzbistum Brasília als Suffraganbistum unterstellt.

## Bischöfe von Uruaçu
- Francisco Prada Carrera CMF, 1957–1976
- José da Silva Chaves, 1976–2007
- Messias dos Reis Silveira, 2007–2018, dann Bischof von Teófilo Otoni
- Giovani Carlos Caldas Barroca, seit 2020